# 格罗夫纳广场

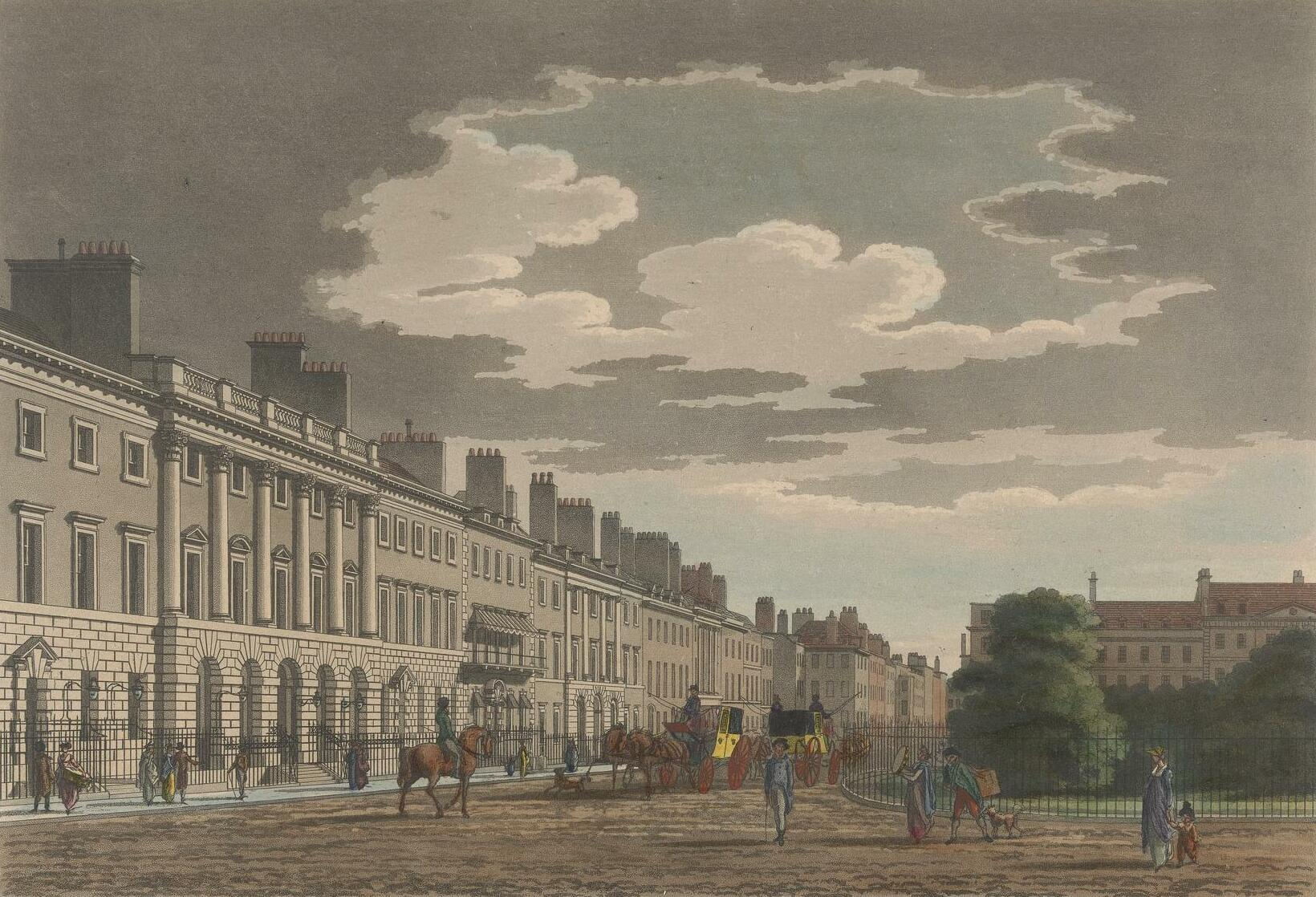
格罗夫纳广场北侧

格罗夫纳广场（英語：Grosvenor Square）是英国伦敦的一个花园广场，位于奢华的梅费尔区。这是威斯敏斯特公爵五月墟市产业的的核心，得名于其姓氏“格罗夫纳”。
美國駐英大使館自1785年一直位于格罗夫纳广场。约翰·亚当斯居住的房子仍然在布鲁克街和公爵街的拐角处。第二次世界大战期间，艾森豪威尔在格罗夫纳广场设立军事总部，因而被戏称为“艾森豪威尔广场”。直到2009年，美国海军继续使用这座建筑作为其美国駐欧海军部队总部大楼。广场上有富兰克林·罗斯福以及艾森豪威尔的雕像。
旧美国大使馆被加拿大政府购买，改名麥克唐納大廈，为加拿大駐英高級專員公署的一部分。1960年，新的美国大使馆建立在格罗夫纳广场西侧。这座庞大的现代建筑，插入以乔治式建筑为主的地区，引起了争议。自2001年以来，使馆周围安装了一系列反恐设备，使馆前道路封闭。
2008年，美国选择在泰晤士河以南旺兹沃思区的九榆樹建立新的大使館。建造工程预计在2012年或2013年开始，2016年或2017年完成搬迁。格罗夫纳广场的物业据说被卡達Diar投资集团购买。2009年10月，英国遗产授予二級登錄建築地位，意味着新业主不得改变立面，其中包括正门上方的镀金铝鹰。